# Кръвни връзки
Еднокръвни кръвни връзки са връзки между хората, които се основават на общи корени и гени. Тези хора, които имат кръвна връзка помежду си са кръвни роднини и споделят общи близки по кръвна линия.

## Еднородни видове кръвни връзки
- Таблицата представлява кръвните връзки между роднините по процент в низходящ ред.

| Вид                                            | Характеристика |
| ---------------------------------------------- | --- |
| Братя и сестри                                 | Братята и сестрите са децата с общи родители. Най-често те растат в общи семейства и имат силна връзка помежду си. Братята и сестрите споделят – 100% кръвна връзка, тъй като са създадени от обща двойка биологични родители. |
| Майка/баща/дете                                | Биологичните родители на всяко едно дете са в основата на неговото създаване и съществуване. Детето има поравно кръвна връзка с майка си – 50% кръвна връзка, както и с баща си – 50% кръвна връзка. |
| Полубратя и полусестри                         | Полубратята и полусестрите са деца, които споделят един общ родител и двама различни родители (т.е. една майка, но двама различни бащи, или един баща, но две различни майки). Когато са от една майка децата се наричат едноутробни, когато са от един баща те са еднокръвни. Полубратята и полусестрите споделят 50% кръвна връзка помежду си.     |
| Леля/чичо/вуйчо/племенници                     | Лелите, чичовците и вуйчовците са братята и сестрите на родителите, спрямо техните деца. Децата са племенници спрямо братята и сестрите на своите родители. Лелите, чичовците, вуйчовците и племенниците споделят 50% кръвна връзка помежду си, колкото споделя детето със съответния родител.                                                       |
| Баба/дядо/внуци                                | Бабата и дядото са родителите на родителите на детето. Децата спрямо бабите и дядовците си се наричат внуци. Бабите, дядовците и внуците споделят по 25% кръвна връзка помежду си, тъй като всяка двойка баба и дядо представляват единия родител, т.е. 50% от гените на детето, поделени между бабата и дядото стават ¼% (баба–внук и дядо–внук).   |
| Пралеля, прачичо, правуйчо и праплеменници     | Пралелите, прачичовците и правуйчовците са братята и сестрите на бабите и дядовците, спрямо техните внуци. Те споделят по 25% кръвна връзка помежду си, колкото е и връзката между бабите, дядовците и внуците. |
| Полулеля, получичо, полувуйчо и полуплеменници | Тези кръвни роднини са полубратята и полусестрите, спрямо техните деца (например полусестра спрямо детето на своя полубрат е полулеля). Полулелите, получичовците, полувуйчовците и полуплеменниците споделят по 25% кръвна връзка помежду си (детето споделя половината връзка от родителя си с неговите полубратя и полусестри).                   |
| Първи братовчеди                               | Първите братовчеди са децата на братята и сестрите помежду си. Те са кръвни роднини по една линия и споделят обща двойка баба и дядо. Децата на двама братя са първи братовчеди, както и децата на две сестри. Първите братовчеди имат по 25% кръвна връзка помежду си.                                                                              |
| Прабаба/прадядо/правнуци                       | Прабабата и прадядото са родители на бабите и дядовците и баби и дядовци на родителите на детето. Прабабите, прадядовците и правнуците имат по 12,5% кръвна връзка помежду си. Всеки човек има по четири прабаби и четири прадядовци. |
| Първи братовчед след изключване                | Първи братовчед след изключване е братовчед спрямо детето на своя първи братовчед. Децата споделят с първите братовчеди на родителите си 12,5% кръвна връзка. |
| Полупърви братовчеди                           | Полупървите братовчеди са децата на полубратята и полусестрите помежду си. За разлика от първите братовчеди, които споделят обща двойка баба и дядо, полупървите братовчеди споделят помежду си само една баба или само един дядо, тъй като техните родители имат един общ биологичен родител. Тези деца споделят по 12,5% кръвна връзка помежду си. |
| Полупърви братовчед след изключване            | Полупърви братовчед след изключване е братовчед спрямо детето на своя полупърви братовчед. Децата споделят с полупървите братовчеди на родителите си 6,25% кръвна връзка. |
| Втори братовчеди                               | Втори братовчеди са децата на първите братовчеди помежду си. Вторите братовчеди имат 6,25% кръвна връзка. |
| Втори братовчед след изключване                | Втори братовчед след изключване е братовчед спрямо детето на своя втори братовчед. Децата споделят с вторите братовчеди на родителите си 3,12% кръвна връзка. |
| Трети братовчеди                               | Третите братовчеди са децата на вторите братовчеди помежду си. Третите братовчеди имат 1,56% кръвна връзка. |

## Бележка
- Кръвната връзка между братята и сестрите, първите братовчеди, вторите братовчеди и третите братовчеди намалява последователно четири пъти, следователно: 100%, 25%, 6,25% и 1,56%.